# تيسج بنوت
تيسج بنوت (بالفرنسية: Tiesj Benoot)‏ (و. 1994  م) هو راكب دراجة هوائية بلجيكي، ولد في غنت، شارك في سباق طواف فرنسا 2017، وطواف فرنسا 2018، وطواف فرنسا 2019، مركز لعبه هو متخصص التسلق ‏، وسباق دراجات على أرضية مرصوفة بالحصى ‏.

## التعليم
تعلم في جامعة خنت
.

### سباقات أو مراحل فاز بها
| التاريخ        | السباق                            | المركز                                                                   |
| -------------- | --------------------------------- | ------------------------------------------------------------------------ |
| 06 أبريل 2014  | تريبتيك ديس مونتس إت شاتيوكس 2014 |                                                                          |
| 12 أبريل 2014  | روند فان فلانديرن بيلوفتن 2014    |                                                                          |
| 10 أغسطس 2014  | طواف الدنمارك 2014                | العاشر في التصنيف العام، الثالث في تصنيف أفضل شاب                        |
| 22 فبراير 2015 | طواف الغارف 2015                  | الثالث في تصنيف أفضل شاب                                                 |
| 20 مارس 2015   | هاندزام الكلاسيكي 2015            |                                                                          |
| 21 مارس 2015   | 2015 Ronde van Zeeland Seaports   | السادس في التصنيف العام                                                  |
| 25 مارس 2015   | دفارز دور فلاندرز 2015            | السادس في التصنيف العام                                                  |
| 27 مارس 2015   | إي ثري هاريل بيك 2015             | المرتبة 18 في التصنيف العام                                              |
| 05 أبريل 2015  | طواف فلاندرز 2015                 | الخامس في التصنيف العام                                                  |
| 24 مايو 2015   | موانئ العالم كلاسيكي 2015         | الثاني في تصنيف أفضل شاب، السادس في التصنيف العام                        |
| 31 مايو 2015   | طواف بلجيكا 2015                  | الثاني في التصنيف العام                                                  |
| 30 يناير 2016  | تروفيو سيرا دي ترامونتانا 2016    |                                                                          |
| 21 فبراير 2016 | فولتا الغارف 2016                 | الأول في تصنيف أفضل شاب                                                  |
| 19 فبراير 2017 | فولتا الغارف 2017                 | الأول في تصنيف أفضل شاب، الثامن في التصنيف العام                         |
| 03 مارس 2018   | ستراد بينك 2018                   | الفائز في التصنيف العام                                                  |
| 13 مارس 2018   | تيرينو ادرياتيكو 2018             | الأول في تصنيف أفضل شاب، الرابع في التصنيف العام، السادس في تصنيف النقاط |
| 14 مارس 2020   | باريس-نايس 2020                   | الأول في تصنيف النقاط، الثاني في التصنيف العام، الثاني في تصنيف الجبال   |
| 26 فبراير 2023 | كرونا بروكسل 2023                 | الفائز في التصنيف العام                                                  |

## روابط خارجية
- تيسج بنوت على موقع الاتحاد الدولي للدراجات (الإنجليزية)
- تيسج بنوت على موقع أرشيف الدراجات (الإنجليزية)
- تيسج بنوت على موقع إحصائيات الدراجات الإحترافية (الإنجليزية)
- تيسج بنوت على موقع نسبة الدراجات (الإنجليزية)
- تيسج بنوت على موقع CycleBase (الإنجليزية)
- تيسج بنوت على موقع اللجنة الأولمبية الدولية (الإنجليزية)
- تيسج بنوت على موقع أوليمبيديا (الإنجليزية)
- تيسج بنوت على موقع اللجنة الأولمبية البلجيكية (الهولندية)